# Cyateotvaré
Cyateotvaré (Cyatheales) je řád zahrnující starobylé stromovité kapradiny, které se na Zemi vyskytují již od jury. Jejich stonek druhotně netloustne, ale je poměrně dost zpevněn sklerenchymatickými pochvami a také zbytky řapíků. Listy jsou většinou zpeřené a mohou dosahovat délky až šesti metrů. Vyskytují se hlavně v horských tropech na jižní polokouli. Sporangia krátce stopkatá, nebo přisedlá, se šikmým anulem.

## Zástupci
- Čeleď cyateovité (Cyatheaceae): většinou stromovité, až 25 m vysoké rostliny s velkými a bohatě dělenými listy, mnohdy s nepravými aflebiemi. Fosilní jsou známy z jury a postupují kenozoikem až do současnosti.
  - Cyathea arborescens strom s vysokým kmenem a dvakrát zpeřenými listy rozšířený od Brazílie po Karibskou oblast
  - Cyathea medullaris Novozélandský endemit dosahující výšky až 20m
  -  Alsophila australis až 20 metrů vysoký strom s 2-3x zpeřenými listy dlouhými až 3 metry. Rozšířen v oblasti Austrálie a Tasmánie

Někdy se sem řadí také řád Dicksoniales, což jsou stromy nebo byliny s většinou velkými zpeřenými listy, pokrytými chlupy přecházejícími v úzké pleviny. Sporangia jsou stopkatá s úzkým a šikmým anulem, sdružená při okraji listů.
- Čeleď diksoniovité (Dicksoniaceae): většinou stromovité rostliny s kmenem pokrytým zbytky odumřelých listů a trichomy, nikoli však plevinami. Listy jsou velké a bohatě zpeřené. Objevují se v juře a zvláště v křídě, ale i v pozdějších dobách až do recentu. Rozšířené hlavně v tropech jižní polokoule.
  - diksonie antarktická (Dicksonia antarctica): rostlina s až 4 metry vysokým kmenem a až 2 metry dlouhými 2x zpeřenými listy. Nachází se v oblasti Austrálie a Tasmánie.
  - Cibotium schidei: kmen až 5 metrů vysoký s velkými převislými listy, které mohou dorůstat délky až 4 metry. Oblastí výskytu je Mexiko.